# Michel Colombier
Michel Colombier (Lyon, 23 de maio de 1939 - Los Angeles, 14 de novembro de 2004) foi um compositor, arranjador e maestro francês. Em uma carreira que durou mais de quatro décadas, compôs mais de 100 partituras para cinema e televisão, bem como música de câmara, balés e álbuns conceituais. Ganhou o prêmio César de Melhor Música Original por Élisa e foi indicado ao Golden Globe Award e a três Grammy Awards.

## Carreira
Em 1984, Michel Colombier trabalhou com a colaboração do realizador norte-americano Taylor Hackford com os dois filmes:
- Vidas em Jogo (Against All Odds) (1984)
- O Sol da Meia-Noite (White Nights) (1985)

Michel Colombier ficou conhecido por compor a música do filme da comédia e aventura de Eddie Murphy: O Menino de Ouro (The Golden Child) (1986).

## Particulares
Ele trabalhou com a colaboração dos cineastas tais como: Michael Ritchie, Taylor Hackford, David S. Ward, e os irmãos David e Jerry Zucker.